# Lekkoatletyka na Letnich Igrzyskach Olimpijskich 1948 – skok w dal mężczyzn
Skok w dal mężczyzn – był jedną z konkurencji lekkoatletycznych rozgrywanych podczas igrzysk olimpijskich w Londynie. Zawody odbyły się w dniu 31 lipca 1948 roku na Empire Stadium.

## Rekordy
Tabela uwzględnia rekordy uzyskane przed rozpoczęciem rywalizacji.
|                   | Zawodnik    | Narodowość        | Wynik | Data               | Miejsce   |
| ----------------- | ----------- | ----------------- | ----- | ------------------ | --------- |
| Rekord świata     | Jesse Owens | Stany Zjednoczone | 8,13  | 25 maja 1935(dts)  | Ann Arbor |
| Rekord olimpijski | Ed Hamm     | Stany Zjednoczone | 7,73  | 31 lipca 1928(dts) | Amsterdam |

## Terminarz
| Data            | Godzina |              |
| --------------- | ------- | ------------ |
| 4 sierpnia 1948 | 11:00   | Kwalifikacje |
| 4 sierpnia 1948 | 16:45   | Finały       |

## Wyniki
Kwalifikacje odbyły się w dwóch grupach. Do finału awansowało 12 zawodników z najlepszymi rezultatami. Minimum kwalifikacyjne wynosiło 7,20 m.
| Pozycja | Grupa               | Zawodnik                      | Kraj              | Kwalifikacje | Kwalifikacje | Kwalifikacje | Kwalifikacje | Uwagi |
| Pozycja | Grupa               | Zawodnik                      | Kraj              | #1           | #2           | #3           | Wynik        | Uwagi |
| ------- | ------------------- | ----------------------------- | ----------------- | ------------ | ------------ | ------------ | ------------ | ----- |
| 1.      | B                   | Willie Steele                 | Stany Zjednoczone | 7,78         | -            | -            | 7,78         | Q     |
| 2.      | B                   | Lorenzo Wright                | Stany Zjednoczone | 7,53         | -            | -            | 7,53         | Q     |
| 3.      | A                   | Herb Douglas                  | Stany Zjednoczone | 7,24         | -            | -            | 7,24         | Q     |
| 4.      | A                   | Theodore Bruce                | Australia         | 7,20         | -            | -            | 7,20         | Q     |
| 5.      | A                   | Enrique Kistenmacher          | Argentyna         | 7,18         | x            | 7,10         | 7,18         | q     |
| 6.      | A                   | Harry Askew                   | Wielka Brytania   | 7,14         | 6,81         | 7,07         | 7,14         | q     |
| 7.      | A                   | Adegboyega Folaranmi Adedoyin | Wielka Brytania   | 7,13         | 7,03         | 6,96         | 7,13         | q     |
| 8.      | B                   | Felix Würth                   | Austria           | 6,98         | 6,95         | 7,08         | 7,08         | q     |
| 9.      | A                   | Edward Adamczyk               | Polska            | 5,07         | 7,03         | 7,03         | 7,03         | q     |
| 10.     | B                   | Harry Whittle                 | Wielka Brytania   | 6,56         | 7,03         | 6,93         | 7,03         | q     |
| 11.     | B                   | Baldev Singh                  | Indie             | x            | 7,00         | 6,78         | 7,00         | q     |
| 12.     | A                   | Georges Damitio               | Francja           | 6,98         | 6,77         | 6,61         | 6,98         | q     |
| 13.     | B                   | Jean Studer                   | Szwajcaria        | 6,82         | 6,88         | 6,94         | 6,94         |       |
| 14.     | B                   | Finnbjörn Þorvaldsson         | Islandia          | x            | x            | 6,89         | 6,89         |       |
| 15.     | A                   | Jaroslav Fikejz               | Czechosłowacja    | 6,56         | 6,86         | 6,79         | 6,86         |       |
| 16.     | B                   | Álvaro Dias                   | Portugalia        | 6,46         | 6,78         | 6,86         | 6,86         |       |
| 17.     | A                   | Kyros Marinis                 | Grecja            | x            | x            | 6,75         | 6,75         |       |
| 18.     | A                   | Kim Won-kwon                  | Korea Południowa  | 6,71         | x            | x            | 6,71         |       |
| 19.     | B                   | Charles Thompson              | Gujana Brytyjska  | 6,58         | x            | x            | 6,58         |       |
| 20.     | A                   | Jorge Aguirre                 | Meksyk            | 5,91         | x            | x            | 5,91         |       |
| -       | B                   | Gallage Peiris                | Cejlon            | x            | x            | x            | NM           |       |
| -       | George Avery        | Australia                     | DNS               | DNS          | DNS          | DNS          | DNS          | DNS   |
| -       | Lionel Fournier     | Kanada                        | DNS               | DNS          | DNS          | DNS          | DNS          | DNS   |
| -       | Jack Parry          | Kanada                        | DNS               | DNS          | DNS          | DNS          | DNS          | DNS   |
| -       | Peter Mullins       | Australia                     | DNS               | DNS          | DNS          | DNS          | DNS          | DNS   |
| -       | Geraldo de Oliveira | Brazylia                      | DNS               | DNS          | DNS          | DNS          | DNS          | DNS   |
| -       | René Valmy          | Francja                       | DNS               | DNS          | DNS          | DNS          | DNS          | DNS   |

### Finał
| Pozycja | Zawodnik                      | Kraj              | Wynik | Uwagi |
| ------- | ----------------------------- | ----------------- | ----- | ----- |
| 1.      | Willie Steele                 | Stany Zjednoczone | 7,825 | OR    |
| 2.      | Theodore Bruce                | Australia         | 7,555 |       |
| 3.      | Herb Douglas                  | Stany Zjednoczone | 7,545 |       |
| 4.      | Lorenzo Wright                | Stany Zjednoczone | 7,450 |       |
| 5.      | Adegboyega Folaranmi Adedoyin | Wielka Brytania   | 7,27  |       |
| 6.      | Georges Damitio               | Francja           | 7,07  |       |
| 7.      | Harry Whittle                 | Wielka Brytania   | 7,03  |       |
| 8.      | Felix Würth                   | Austria           | 7,00  |       |
| 9.      | Harry Askew                   | Wielka Brytania   | 6,935 |       |
| 10.     | Enrique Kistenmacher          | Argentyna         | 6,80  |       |
| 11.     | Edward Adamczyk               | Polska            | 6,735 |       |
| 12.     | Baldev Singh                  | Indie             | DNS   | DNS   |